# Palazzo del Cavaliere
Il palazzo del Cavaliere è un palazzo monumentale di Napoli, ubicato in salita San Raffaele, nel Rione Materdei.
Il palazzo probabilmente venne edificato in quel punto della città nel XVI secolo, ad opera di qualche militare spagnolo al servizio del viceré. Probabilmente la casata appartenava all'Ordine di San Giacomo, l'immobile ha subito nel corso dei secoli rimaneggiamenti ed attualmente versa in uno stato di degrado dovuto alle superfetazioni degli ultimi trent'anni.
Il cortile del palazzo ospita la statua di un cavaliere spagnolo appartenente all'Ordine di San Giacomo, forse il fondatore del ramo napoletano. La statua è a tutto tondo ed è in marmo e potrebbe risalire al tardo XVI secolo data la sua impostazione formale della scultura cinquecentesca. La statua necessita di restauro vista la patina di sporco accumulatosi negli anni. Alla base della persona c'è un cane in marmo mentre il basamento non è quello originario.